# Scooby Doo i miecz samuraja
Scooby Doo i miecz samuraja (ang. Scooby Doo and the Samurai Sword) – 18. film animowany i 13. film pełnometrażowy z serii Scooby Doo. Wyprodukowany w roku 2009, następca filmu Scooby Doo i król goblinów (2008).

## Fabuła
Drużyna Detektywów wyruszają po transkontynentalny skarb, tym razem ich przeciwnikiem jest Mściwy Samuraj. Stawką w tej walce jest prastare Ostrze Zagłady, sławne ostrze, które posiada niebywałą moc.

## Obsada
- Frank Welker –
  - Fred Jones,
  - Scooby Doo
- Casey Kasem – Kudłaty Rogers
- Grey DeLisle – Daphne Blake
- Mindy Cohn – Velma Dinkley
- Kelly Hu – Miyumi/Panna Mirimoto
- Sab Shimono – Pan Takagawa
- Keone Young – Matsuhiro
- Kevin Michael Richardson – Sojo/Czarny Samuraj
- Gedde Watanabe – Kenji
- George Takei – Stary Samuraj
- Brian Cox – Zielony Smok

## Wersja polska
Dystrybucja na terenie Polski: Galapagos Films

Wersja polska: Dubbfilm Studio

Reżyseria: Dobrosława Bałazy

Dialogi: Dorota Filipek-Załęska

Dźwięk i montaż: Renata Gontarz

Kierownictwo produkcji: Romuald Cieślak

Wystąpili:
- Ryszard Olesiński – Scooby Doo
- Jacek Bończyk – Kudłaty
- Jacek Kopczyński – Fred
- Beata Jankowska-Tzimas – Daphne
- Agata Gawrońska-Bauman – Velma
- Tadeusz Borowski – Takagawa
- Marcin Troński – Matsuhiro
- Monika Pikuła – Miyumi
- Anna Apostolakis-Gluzińska – Mirimoto
- Mirosław Zbrojewicz – Sojo/Duch Czarnego Samuraja, Czarny Samuraj
- Mirosław Wieprzewski – Wódź, Stary Samuraj
- Michał Sitarski – Zielony Smok
- Janusz Wituch
- Julia Kołakowska
- Karol Wróblewski – Kenji
- Mikołaj Klimek
- Zbigniew Kozłowski
- Beata Łuczak
- Agnieszka Mrozińska
- Klaudiusz Kaufmann – Turysta